# Боевая сила
Боевая сила — понятие военного дела, определяющее численность войск (сил), принимающих участие в бою (боевых действиях).

## Описание
В связи с развитием военного дела для определения соотношения сил (войск), а позже и средств в тактическом масштабе, то есть в боевых действиях (бою) стали использовать понятие боевая сила.
Ранее, на начало XX столетия, в гвардии и армии вооружённых сил государств мира, боевая сила обыкновенно выражалась в числе батальонов (стрелки, пехота), эскадронов (конница), сотен (казаки), орудий (артиллерия) и инженерных рот, а также в числе штыков (пехота), сабель (конница) и орудий (артиллерия), то есть в числе боевых единиц. Подсчёт стрелков (пехоты) и конницы батальонами и эскадронами давал для воинских начальников, различного ранга, понятие о числе таких организационных единиц, которые имели принятую на основании опыта, в том или ином государстве, приблизительно постоянную, силу (батальон — около 1 000 человек личного состава, эскадрон — около 150 человек личного состава) и которые были приняты для подобного подсчёта в силу традиции того или иного военного дела. 
На деле, для более точного представления о боевой силе войск, особенно после понесённых потерь, воинским начальникам приходилось характеризовать её по числу штыков и сабель, принимая не штатную, а наличную численность батальонов и эскадронов, например в Журнале военных действий против Турции на Европейском театре войны в 1877 году, было указано что «... В каждом батальоне от 600—800 штыков, итого боевая сила 30.000 до 40.000 чел. пехоты. ...».
Например, числительный состав и боевая сила корпуса определялись, с одной стороны, возможностью исполнения самостоятельно крупных стратегических задач, а с другой — удобством сосредоточенного расположения, передвижения и безотлагательного снабжения.
В 1920-е годы, в Союзе ССР, боевая сила определялась как численность войск (сил), принимающих непосредственное участие в бою (боевых действиях), и она выражалась обыкновенно в числе: штыков и пулемётов (стрелки), сабель и пулемётов (конница), орудий (артиллерия), броневых машин, самолётов, миномётов, огнемётов и прочего, причём для точного представления о боевой силе указывалось не штатное число, а действительно состоящее налицо.